# تو داو موت
تو داو موت () هي مدينة من مدن فيتنام تقع في محافظة محافظة بنه ديونغ. يبلغ عدد سكانها 271,165 نسمة وذلك حسب إحصائيات سنة 2014. تبلغ مساحتها 118.67 كم² وتقع على بعد 20 كم شمال وسط مدينة هو تشي منه.